# Grand Prix de triathlon 2018
Navigation
Grand Prix de triathlon 2017 Grand Prix de triathlon 2019
Le Grand Prix de triathlon 2018 est composée de quatre courses organisées par la Fédération française de triathlon (FFTRI). Chaque course est disputée au format sprint soit 750 m de natation, 20 km de cyclisme et 5 km de course à pied. 
Le Grand Prix de triathlon 2019 se déroule du 13 mai au 1er septembre 2018. 

## Calendrier[1]
| Étapes   | Date                             | Villes    |
| -------- | -------------------------------- | --------- |
| 1° étape | dimanche 13 mai 2018             | Valence   |
| 2° étape | dimanche 17 juin 2018            | Dunkerque |
| 3° étape | dimanche 1er juillet 2018        | Paris     |
| 4° étape | samedi 1er septembre 2018        | Quiberon  |
| 5° étape | samedi 22 septembre 2018 annulée | La Baule  |

## Clubs engagés

### Hommes[2]
- Poissy Triathlon
- Les Sables Vendée Triathlon
- Montpellier Agglo Triathlon
- Triathlon Club Liévin
- St-Jean-de-Monts-Vendée Triathlon
- Valence Triathlon
- Montluçon Triathlon
- Metz Triathlon
- E.C. Sartrouville Triathlon
- Triathlon Toulouse Métropole
- Versailles Triathlon
- Besançon Triathlon
- Tricastin Triathlon Club
- Sainte Geneviève Triathlon
- Issy Triathlon
- Rouen Triathlon

### Femmes[2]
- Poissy Tri Duathon Club
- Metz Triathlon
- Issy Triathlon
- Tri Val de Gray
- Vallons de la Tour Triathlon
- Triathlon Club Châteauroux Métropole 36
- Brive Limousin Triathlon
- Stade Poitevin Triathlon
- E.C. Sartrouville Triathlon
- Tri Saint Amand Dun 18
- Dijon Triathlon
- Autun Triathlon
- T.C.G. 79 Parthenay
- Triathlon Toulouse Métropole
- Versailles Triathlon

## Résultats

### Valence[2]
| Position           | Hommes                            | Femmes                      |
| ------------------ | --------------------------------- | --------------------------- |
| Médaille d'or      | Poissy Triathlon                  | Tri Val de Gray             |
| Médaille d'argent  | St-Jean-de-Monts-Vendée Triathlon | Metz Triathlon              |
| Médaille de bronze | Metz Triathlon                    | E.C. Sartrouville Triathlon |

### Dunkerque[2]
| Position           | Hommes                            | Femmes           |
| ------------------ | --------------------------------- | ---------------- |
| Médaille d'or      | Les Sables Vendée Triathlon       | Poissy Triathlon |
| Médaille d'argent  | Montpellier Agglo Triathlon       | Metz Triathlon   |
| Médaille de bronze | St-Jean-de-Monts-Vendée Triathlon | Tri Val de Gray  |

### Paris[3]
| Position           | Hommes                            | Femmes           |
| ------------------ | --------------------------------- | ---------------- |
| Médaille d'or      | St-Jean-de-Monts-Vendée Triathlon | Poissy Triathlon |
| Médaille d'argent  | Montpellier Agglo Triathlon       | Tri Val de Gray  |
| Médaille de bronze | Triathlon Club Liévin             | Issy Triathlon   |

### Quiberon[4],[5]
| Position           | Hommes                            | Femmes           |
| ------------------ | --------------------------------- | ---------------- |
| Médaille d'or      | Poissy Triathlon                  | Poissy Triathlon |
| Médaille d'argent  | St-Jean-de-Monts-Vendée Triathlon | Tri Val de Gray  |
| Médaille de bronze | Monptellier Agglo Triathlon       | Issy Triathlon   |

## Classement général final
| Position | Hommes                            | Hommes | Femmes                                  | Femmes |
| Position | Équipes                           | Points | Équipes                                 | Points |
| -------- | --------------------------------- | ------ | --------------------------------------- | ------ |
|          | St-Jean-de-Monts-Vendée Triathlon | 72     | Poissy Triathlon                        | 73     |
|          | Poissy Triathlon                  | 67     | Tri Val de Gray                         | 72     |
|          | Montpellier Agglo Triathlon       | 62     | Metz Triathlon                          | 62     |
| 4e       | Les Sables Vendée Triathlon       | 52     | Issy Triathlon                          | 58     |
| 5e       | Triathlon Club Liévin             | 48     | Brive Limousin Triathlon                | 45     |
| 6e       | Metz Triathlon                    | 45     | Stade Poitevin Triathlon                | 42     |
| 7e       | Montluçon Triathlon               | 44     | Autun Triathlon                         | 37     |
| 8e       | Rouen Triathlon                   | 37     | Dijon Triathlon                         | 35     |
| 9e       | Sainte Geneviève Triathlon        | 37     | Vallons de la Tour Triathlon            | 34     |
| 10e      | E.C. Sartrouville Triathlon       | 36     | T.C.G. 79 Parthenay                     | 34     |
| 11e      | Tricastin Triathlon Club          | 34     | Triathlon Club Châteauroux Métropole 36 | 32     |
| 12e      | Valence Triathlon                 | 29     | E.C. Sartrouville Triathlon             | 27     |
| 13e      | Versailles Triathlon              | 26     | Triathlon Toulouse Métropole            | 22     |
| 14e      | Besançon Triathlon                | 20     | Tri Saint Amand Dun 18                  | 22     |
| 15e      | Issy Triathlon                    | 13     | Versailles Triathlon                    | 19     |
| 16e      | Triathlon Toulouse Métropole      | 10     |                                         |        |

## Résultats individuels
| Hommes                                              | Valence | Dunkerque | Paris | Quiberon |
| --------------------------------------------------- | ------- | --------- | ----- | -------- |
| Léo Bergère (Saint Jean-de-Monts Vendée Triathlon)  | 1er     | 2e        |       |          |
| Anthony Pujades (Poissy Triathlon)                  | 2e      | 3e        |       |          |
| Raoul Shaw (Triathlon Club Liévin)                  | 3e      |           |       |          |
| Vincent Luis (Sainte-Geneviève Triathlon)           |         | 1er       |       |          |
| Ryan Sissons (Saint-Jean-de-Monts Vendée Triathlon) |         |           | 1er   |          |
| João Pereira (Les Sables Vendée Triathlon)          |         |           | 2e    |          |
| Kristian Blummenfelt (E.C. Sartrouville Triathlon)  |         |           | 3e    |          |
| Pierre Le Corre (Montpellier Agglo Triathlon)       |         |           |       | 1er      |
| Dorian Coninx (Poissy Triathlon)                    |         |           |       | 2e       |
| Vicente Hernandez (Les Sables Vendée Triathlon)     |         |           |       | 3e       |

| Femmes                                          | Valence | Dunkerque | Paris | Quiberon |
| ----------------------------------------------- | ------- | --------- | ----- | -------- |
| Georgia Taylor-Brown (Stade Poitevin Triathlon) | 1er     |           |       |          |
| Sophie Coldwell (Metz Triathlon)                | 2e      | 2e        |       |          |
| Mathilde Gaultier (Tri Val de Gray)             | 3e      |           |       |          |
| Léonie Périault (Poissy Triathlon)              |         | 1er       | 2e    | 1er      |
| Émilie Morier (Issy Triathlon)                  |         | 3e        |       |          |
| Cassandre Beaugrand (Poissy Triathlon)          |         |           | 1er   | 2e       |
| Sandra Dodet (Poissy Triathlon)                 |         |           | 3e    | 3e       |